# Marcgravia stonei
Marcgravia stonei là một loài thực vật có hoa trong họ Marcgraviaceae. Loài này được Utley mô tả khoa học đầu tiên năm 1976.